# Liz Weima

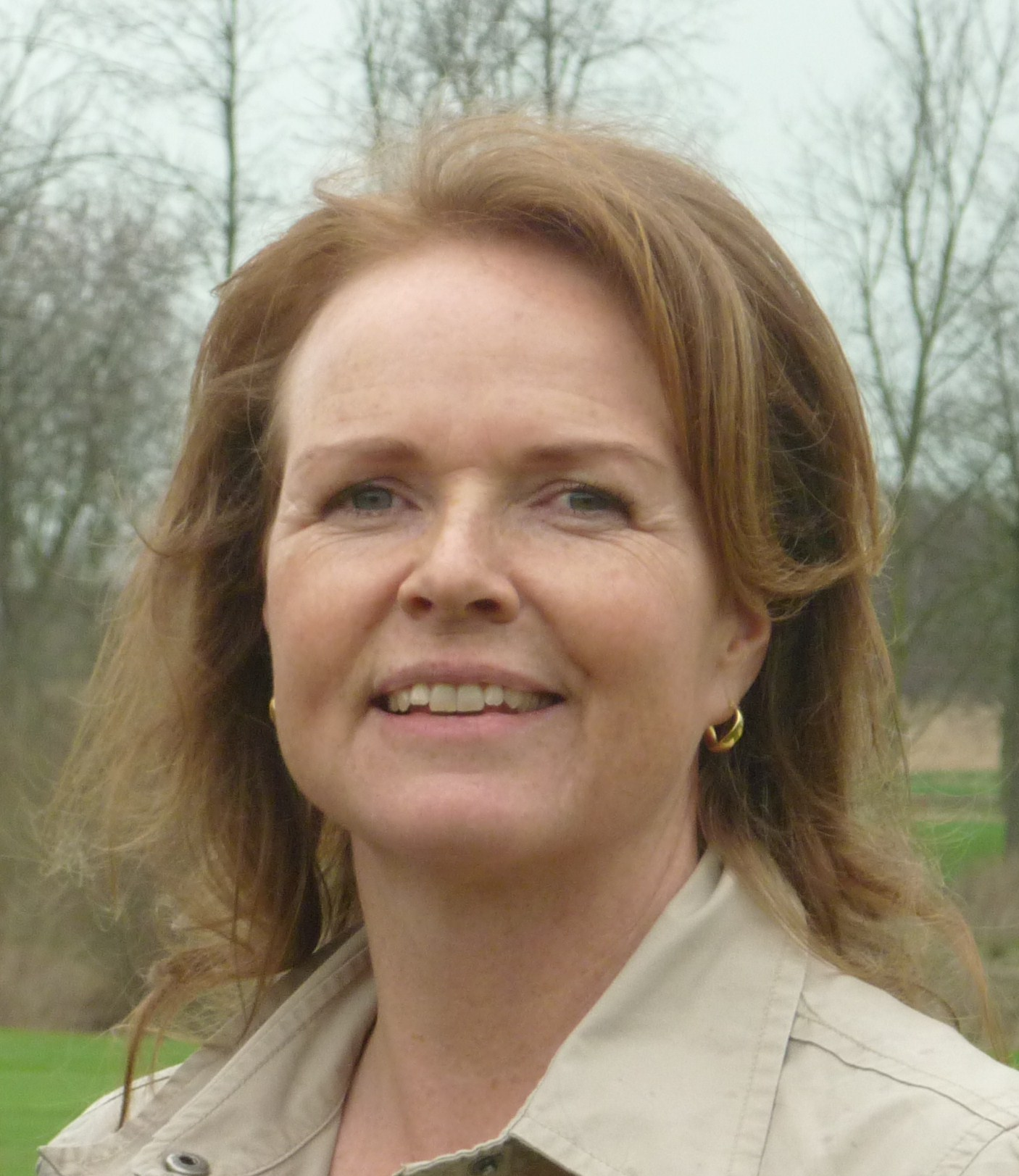

Liz Weima (Barendrecht, 19 november 1968) is een Nederlandse golfprofessional.
Weima is in 1992 professional geworden en heeft 5 jaar lang op de Tour gespeeld, totdat een polsblessure haar dwong een andere wending aan haar carrière te geven.

## Het Ladies Open
In 1994 won Weima het Sens Dutch Ladies Open op Het Rijk van Nijmegen. Op de Order of Merit van 1994 eindigde ze op de 37ste plaats.

In 2005 werd Weima door Daan Slooter aangetrokken als mede-toernooidirecteur van "This is Golf" (TIG). TIG had al de organisatie van het Dutch Open voor heren overgenomen van REVED, en  organiseert sinds 2005 ook het Ladies Open. Weima is daarbij toernooidirecteur.

In 2006 wint Weima het Dames PGA op Het Rijk van Nijmegen met twee rondes van 75, en blijft daarmee één slag voor op Sandra Eggermont, en drie slagen voor op Marjan de Boer.

## Bank
Ter herinnering aan haar overwinning op Nijmegen in 1994 is op 4 mei 2009 een bank onthuld bij de eerste tee van de Groesbeekse baan. Een plaquette herinnert eraan dat zij de eerste Nederlandse professional (m/v) is die een wedstrijd op de Ladies European Tour of Europese PGA Tour won.